# Tabula ansata

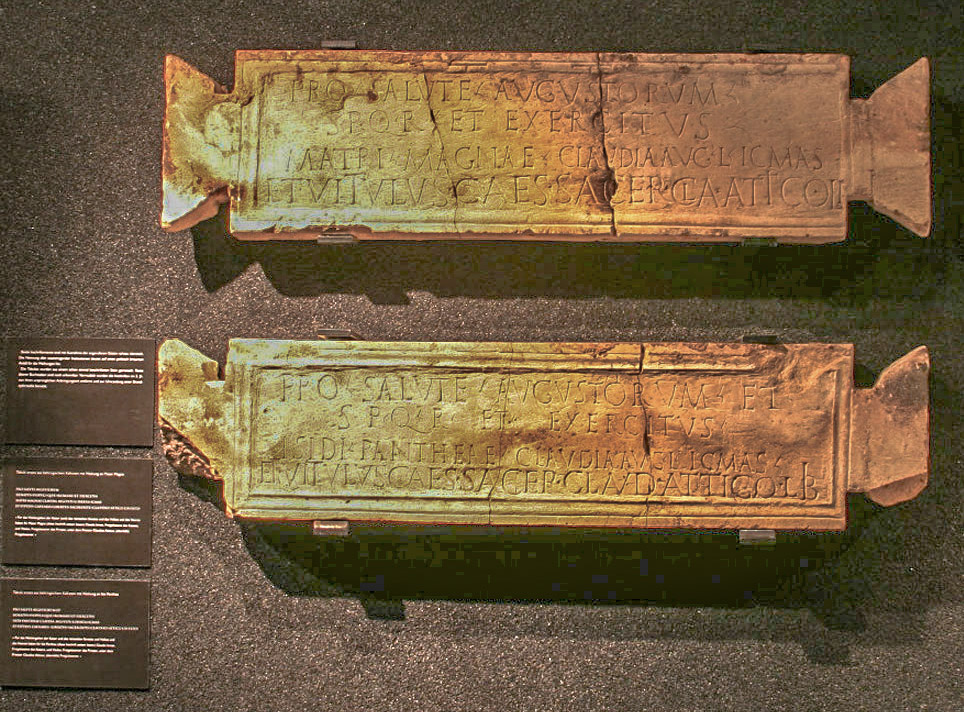
Tabulae ansatae del Santuario de Isis y de la Magna Mater en Maguncia.

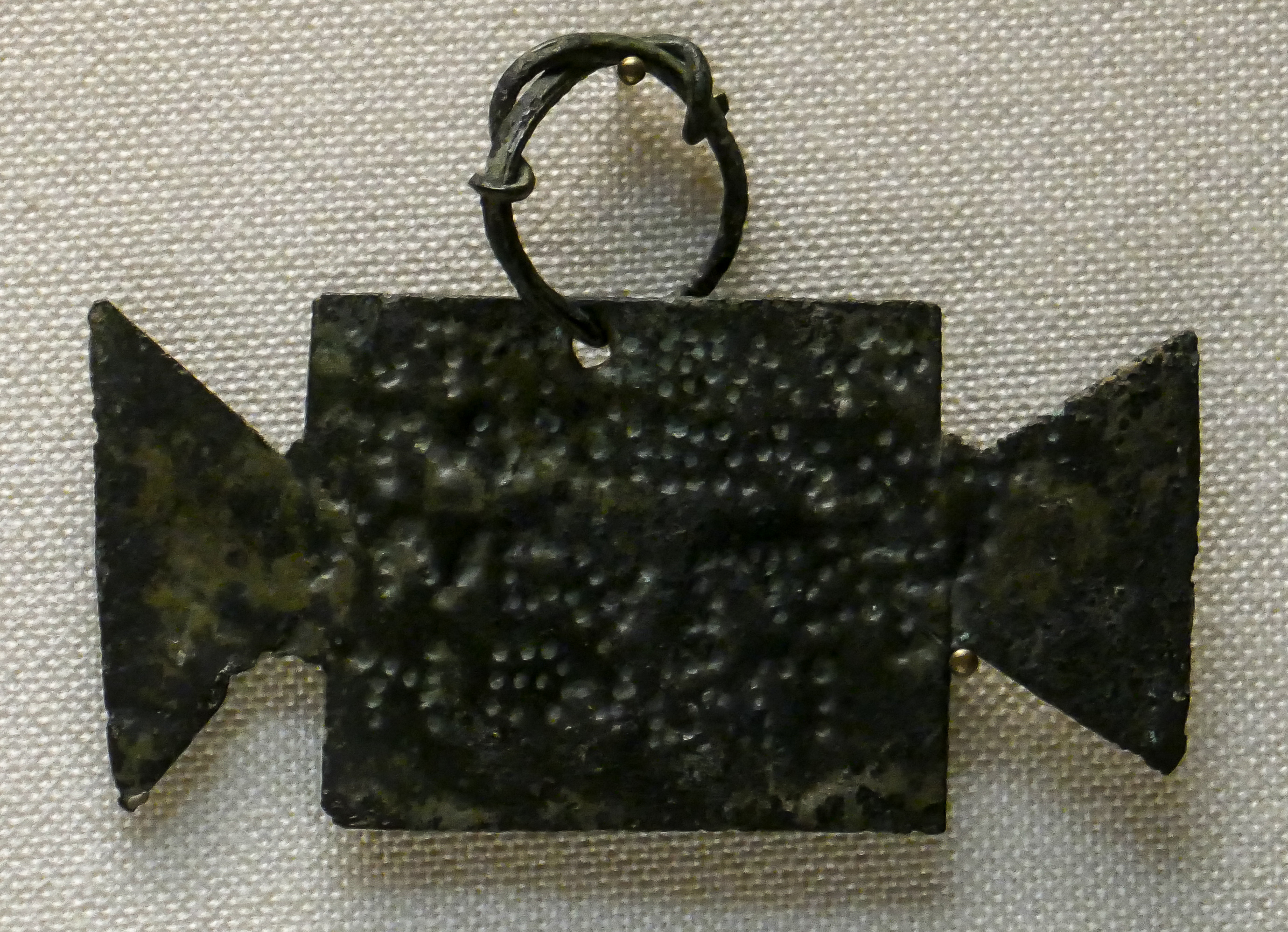
Tabula ansata con inscripción votiva a Némesis s. II-III. Museo Arqueológico de Sevilla.

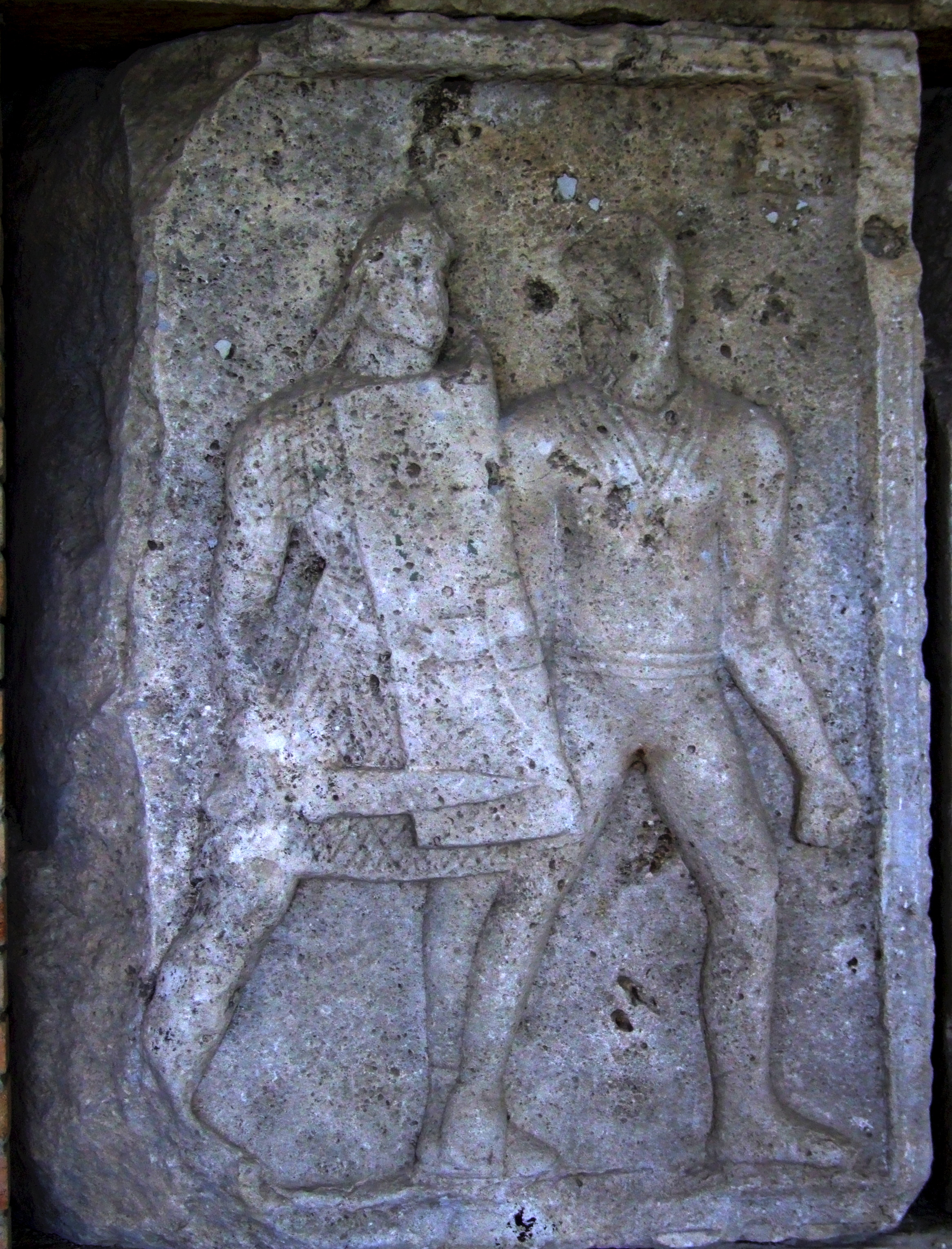
Tabula ansata en un escudo de un soldado en la metopa XXIV del Tropaeum Traiani.

Una tabula ansata o  tabella ansata (latín para "tablilla o cartela con asas", plural tabulae ansatae o tabellae ansatae) es un elemento de arquitectura y ornamentación que consiste en un tablero rectangular o cartela cuyos dos lados están flanqueados por asas en forma de cola de milano.
La tabula ansata puede ser un simple grabado en bajorrelieve o una escultura independiente.

## Imperio romano
Fue una forma favorita para las tablillas votivas durante el Imperio Romano.
Las tabulae ansatae también identificaban a las unidades de soldados donde se han encontrado en las tegimenta (cubiertas de cuero) de los scuta (escudos), por ejemplo en Vindonissa (Windisch, Suiza). También hay evidencias escultóricas, como en las metopas del Tropaeum Traiani (en Adamclisi, Rumanía), donde se muestra que se usaron con el mismo propósito en los escudos.

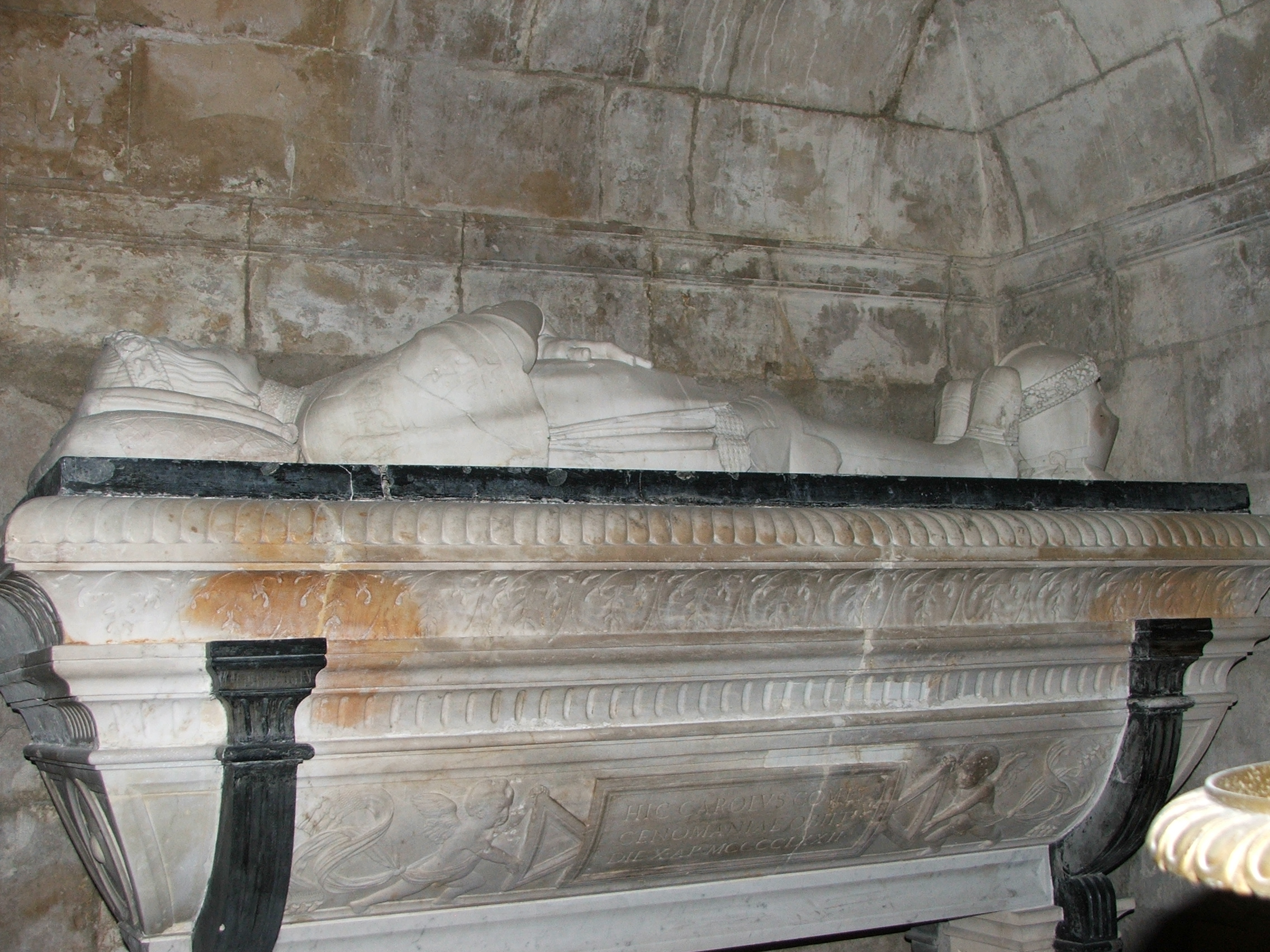
Relieve de tabula ansata en la tumba de Carlos IV de Maine atribuida a Francesco Laurana, en la catedral de Le Mans.

## Era Moderna
Las tabulae ansatae han sido utilizados por artistas modernos ya desde el siglo XV, como se muestra en la tumba de Carlos IV de Maine atribuida a Francesco Laurana, en la catedral de Le Mans.
La Estatua de la Libertad sostiene una de estas tablas ansatas con la inscripción en números romanos del "4 de julio de 1776".